# بیریوچ (شهرستان کراسنوگفاردیسکی، استان بلگورود)
بیریوچ (انگلیسی: Biryuch, Kolomytsevskoye Rural Settlement, Krasnogvardeysky District, Belgorod Oblast) یک شهرک در بخش کراسنوگفاردیسکی استان بلگورود کشور روسیه است.